# Мисюк, Николай Петрович
Николай Петрович Мисюк (4 января 1987 года, Вильнюс) — литовский футболист, нападающий.

## Карьера
Воспитанник литовского футбола начинал свою карьеру в системе вильнюсского «Жальгириса».
В 2005—2006 годах провёл 2 года в дублирующем составе томской «Томи», сыграл 21 матч в первенстве дублёров. Однако дебютировать за клуб в Премьер-Лиге форвард не успел. В 2007 году Николай Мисюк находился на просмотре в клубе Первого дивизиона «Текстильщик-Телеком» и в симферопольской «Таврии». Не подойдя в оба клуба, футболист вернулся в Литву и заключил контракт с «Жальгирисом». Через полтора сезона он покинул вильнюсский клуб.
Затем Мисюк выступал за клубы Греции, Эстонии, Польши, Литвы, Белоруссии и Кипра. С 2013 года выступает за клубы низших дивизионов Литвы.

## Достижения
- Бронзовый призёр Чемпионата Эстонии : 2009